# NGC 1461
NGC 1461 ist eine Linsenförmige Galaxie vom Hubble-Typ S0 im Sternbild Eridanus am Südsternhimmel. Sie ist schätzungsweise 62 Millionen Lichtjahre von der Milchstraße entfernt und hat einen Durchmesser von etwa 55.000 Lichtjahren.
Das Objekt wurde am 6. Oktober 1785 von William Herschel mit seinem 18,7-Zoll-Spiegelteleskop entdeckt.

## NGC 1461-Gruppe (LGG 105)
| Galaxie   | Alternativname | Entfernung/Mio. Lj |
| --------- | -------------- | ------------------ |
| NGC 1461  | PGC 13881      | 62                 |
| PGC 13684 | MCG -03-10-041 | 51                 |
| PGC 13821 | MCG -03-10-045 | 52                 |